# Inocencia trágica
Inocencia trágica (Ordeal by Innocence en la versión original en inglés) es una novela de la escritora británica Agatha Christie publicada en 1958.

## Sinopsis
Al recuperarse de su amnesia, el doctor Arthur Calgary descubre que podría haber ofrecido una coartada para el escandaloso juicio en el que Jacko Argyle fue acusado de asesinar a su madre. Lo peor de todo es que este murió en prisión. Pero si el joven Jacko era inocente, entonces otra persona asesinó a su madre, y seguramente volverá a hacerlo para permanecer oculto en las sombras. 
- Datos: Q1165938